# Imagina van Loon
Imagina of Imana van Loon (graafschap Loon eind 12e eeuw – 5 juni 1214) was een dochter van Lodewijk I, graaf van Loon en Agnes van Metz.
In 1180 werd ze de tweede vrouw van Godfried III van Leuven, hertog van Neder-Lotharingen. Zij kregen twee kinderen:
- Willem (ovl. na 1 augustus 1224), heer van Perwijs en Ruisbroek (Vlaams-Brabant). Gehuwd met Maria van Orbais, ze kregen zeven kinderen.
- Godfried (ovl. ca. 1225), trok in 1196 naar Engeland en trouwde met 1199 met Alice van Hastings, weduwe van Ralph van Cornhill en erfdochter van Robert van Hastings en Mathilde van Flamville. Godfried bezat het kasteel van Eye (Suffolk) en had bezittingen bij Eye, in Buckinghamshire en in Essex (graafschap). Het Engelse geslacht de Lovaine stamt van hem af.

Godfried III stierf in 1190. Nadien werd Imagina abdis van de rijksabdij van Munsterbilzen, tot 1205. In deze laatste functie was ze soevereine dame in het Heilige Roomse Rijk over 5 dorpen; de dorpen waren omgeven door het graafschap Loon.